# Lorenzo Maitani

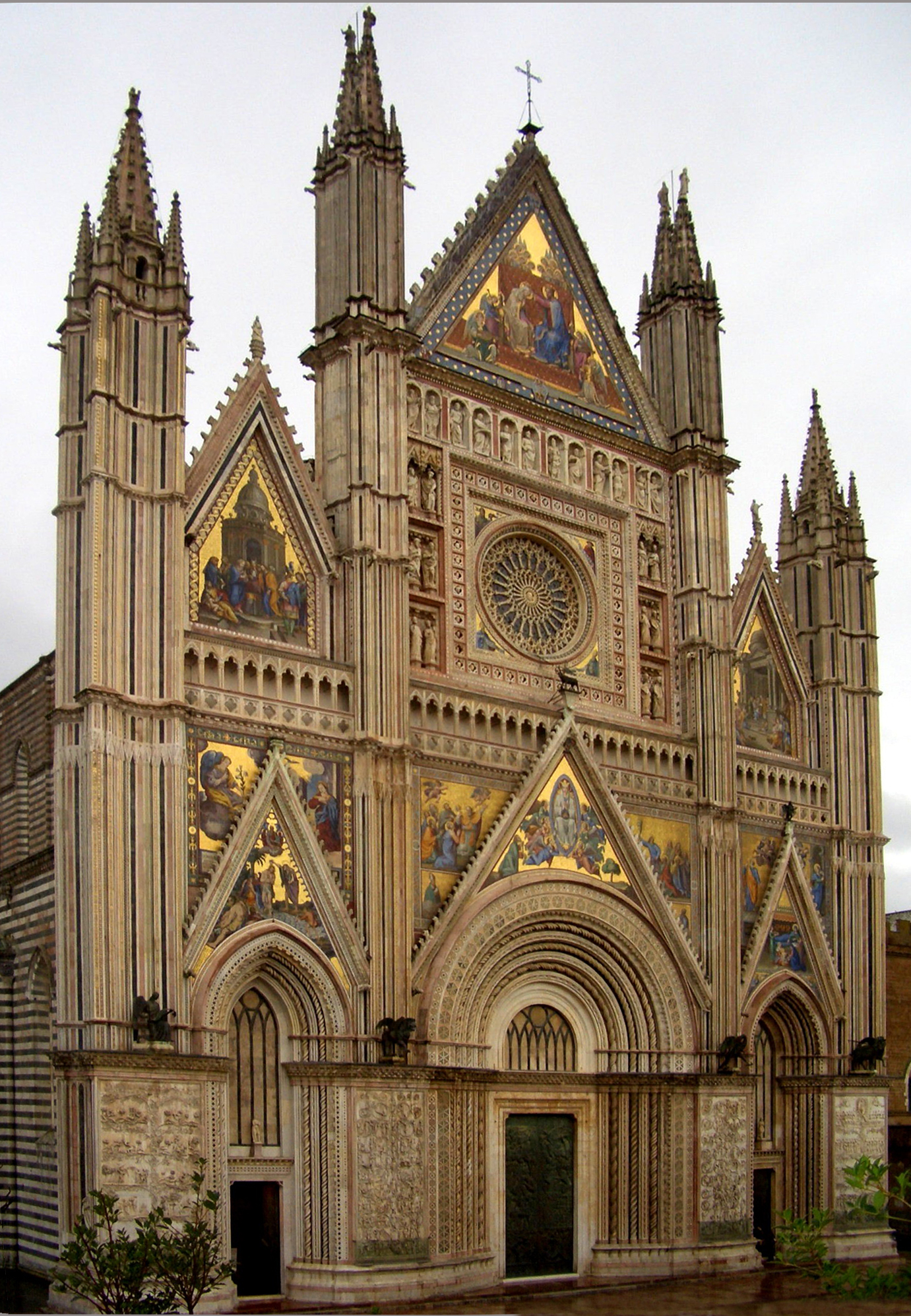
Façana de la catedral d'Orvieto

Lorenzo Maitani (Siena, c. 1275 - 1330) va ser un arquitecte i escultor italià. Va ser nomenat mestre d'obres de la catedral d'Orvieto des de 1310 fins a la seva mort en 1330.
Va tenir al seu càrrec la supervisió de les obres de la catedral. En un document de 1330 es fa referència al subministrament de bronze a Maitani per a la realització de les escultures de la façana, exactament per a l'àguila de sant Joan, una representació de l'evangelista que es troben a la cornisa a sobre de les tres portes principals de la façana de la catedral d'Orvieto. De la mateixa similitud escultòrica són els relleus tallats a les quatre crugies que divideixen els tres pòrtics; la seva iconografia, començant per l'esquerra, representa: la creació, l'arbre d'Isaïes i les profecies sobre l'adveniment de Crist, la vida de Crist i el Judici Final. Es creu que hi havia diferents obrers treballant en diverses operacions dels relleus, i se suposa que la intervenció de Maitani va donar-se'n especialment en el disseny i en l'elaboració final.
De la façana es conserven dos dibuixos realitzats a ploma sobre pergamí; en un inventari de 1356, el segon més semblant a l'actual façana és el que es nomena com de Maitani. S'aprecia en el disseny anterior (anònim) que tenia influència de Notre Dame de París. Un canvi cap a una façana amb més amplada i menys verticalitat subratlla aquestes tendències cap a un estil més italià i amb un resultat de combinació extraordinària de l'arquitectura dels mosaics i de les escultures, realitzades tant en bronze com en pedra.